# Philothée d'Alexandrie (Copte)
Philothée d'Alexandrie est un  patriarche copte d'Alexandrie de  979 à 1003.

## Contexte
Philothée est comme ses prédécesseurs un moine du monastère Saint-Macaire de Scété.
Sous son pontificat se termine le conflit avec le royaume d'Aksoum né sous l'administration de  Côme III d'Alexandrie, environ 70 ans plus tôt ! Sur l'intercession diplomatique du roi Georges II de Makurie , Philothée accepte de désigner un certain  Daniel comme nouvel abouna (Métropolite) à la tête de l'église orthodoxe éthiopienne Pour cette raison le synaxaire de l'Église éthiopienne le loue comme un apôtre alors que les historiens coptes le présentent comme un homme perdu de débauche ! Selon la même source il meurt en 1005
Toutefois dans ses travaux Venance Grumel fixe la fin de son patriarcat et sa mort au 9 novembre 1003